# Schiefer Turm von Gronau

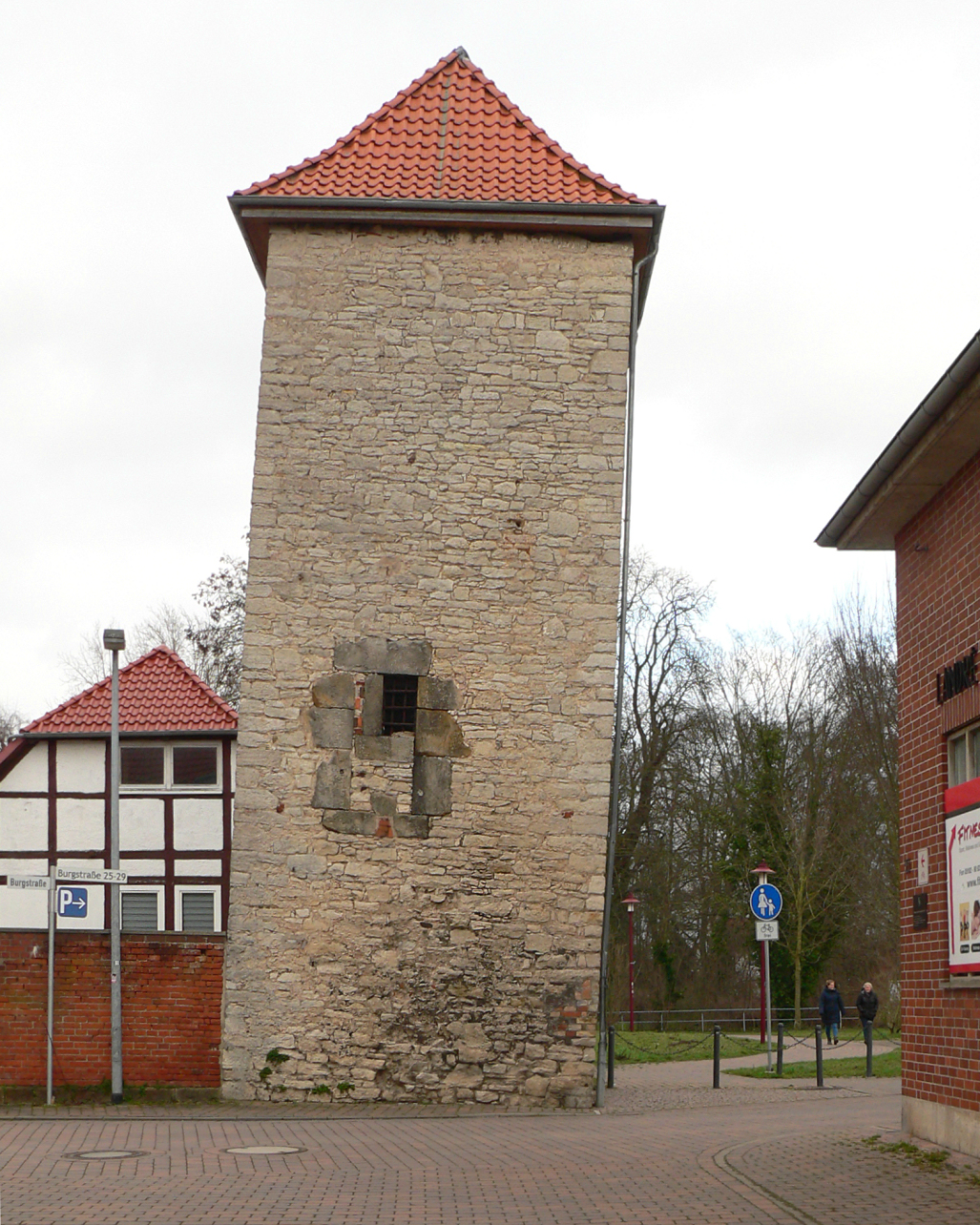
Schiefer Turm von Gronau

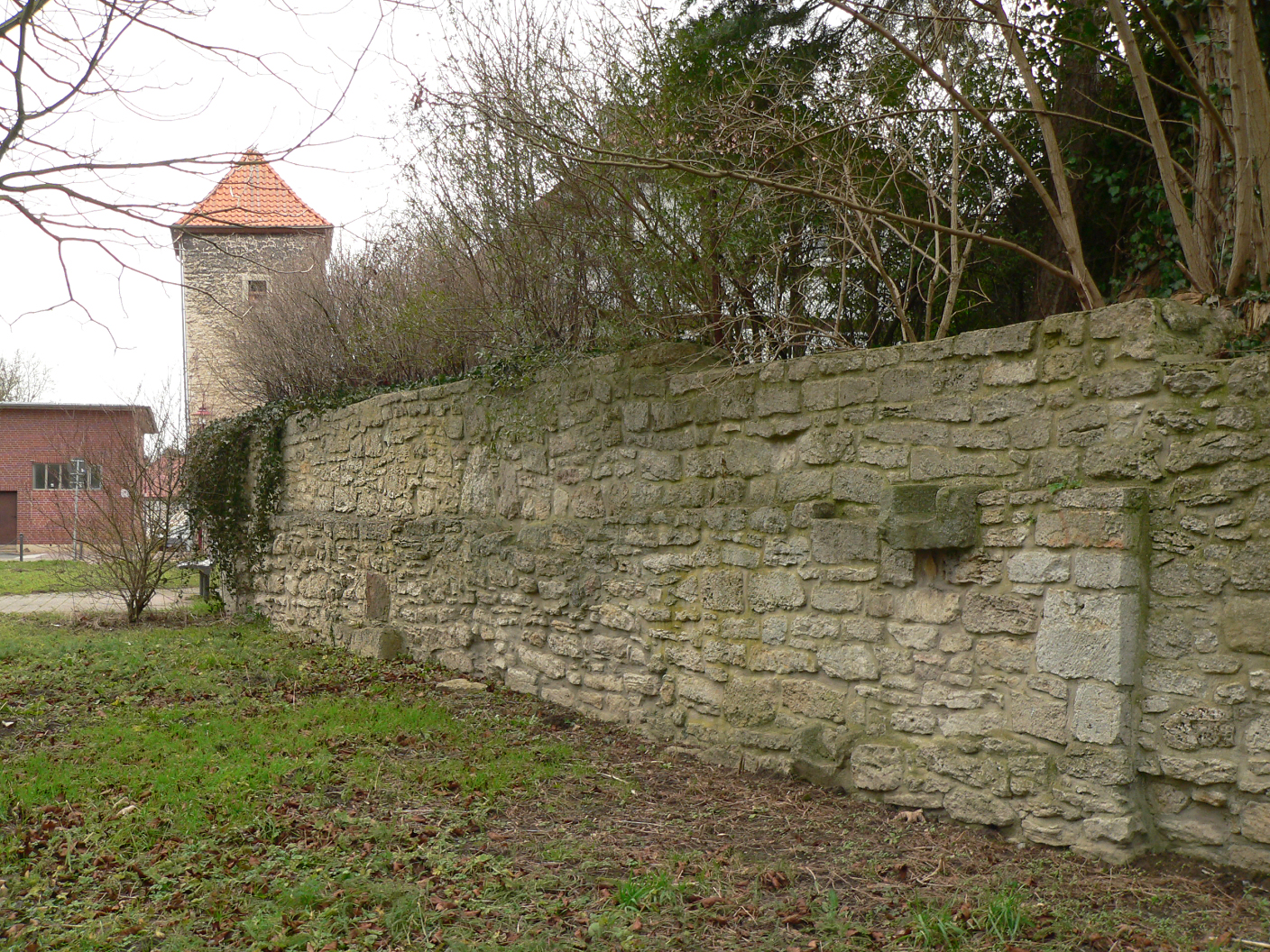
Der Turm an der Stadtmauer, im Vordergrund der Bereich der früheren Burg Empne

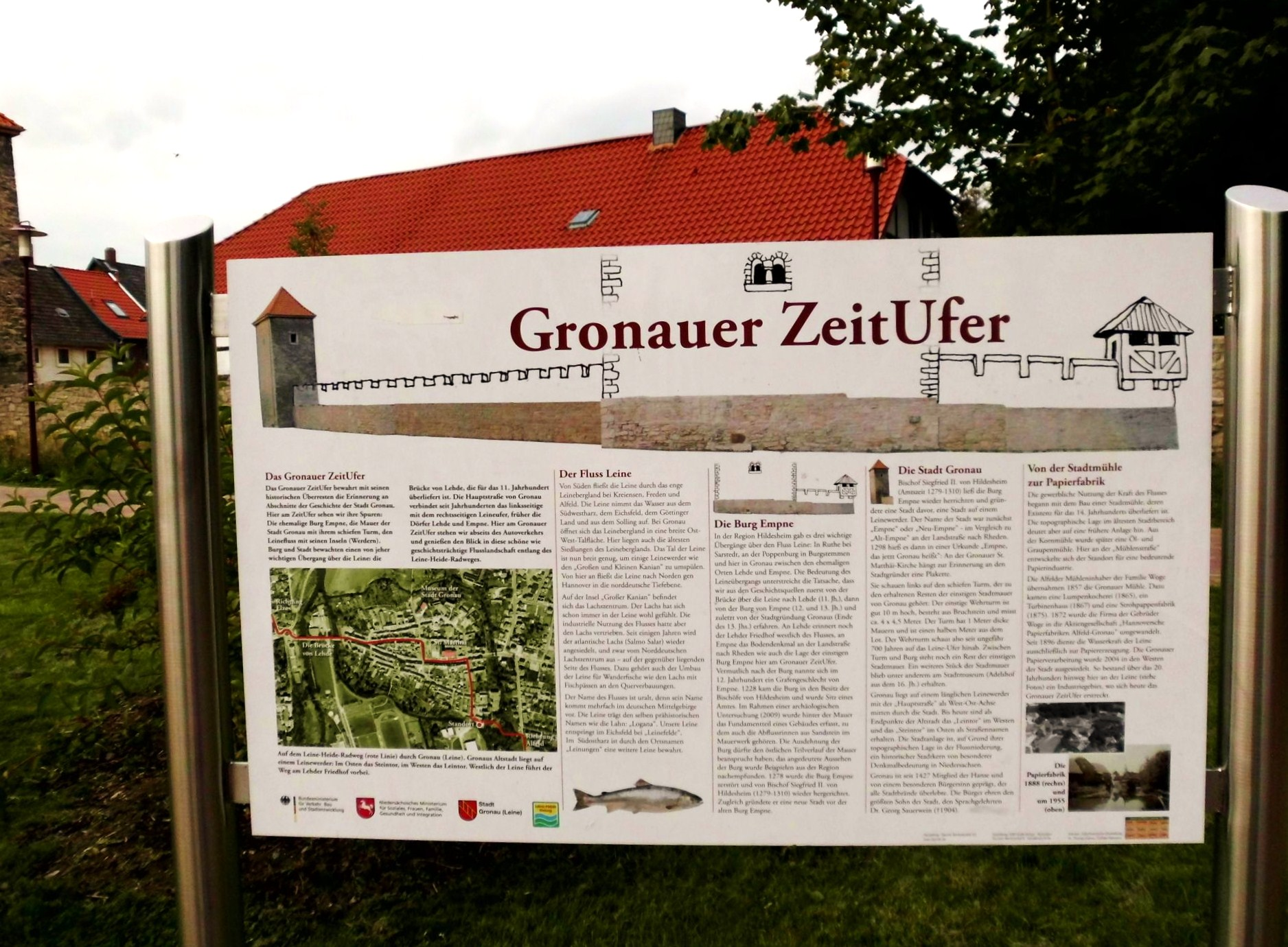
Informationstafel zur Stadtbefestigung Gronau

Der Schiefe Turm von Gronau ist ein Wehrturm in Gronau (Leine) in Niedersachsen, der heute unter Denkmalschutz steht. Der rund 10 Meter hohe Mauerturm entstand 1298 als Teil der Stadtbefestigung Gronau neben der Burg Empne. Die Überstand beträgt etwa einen halben Meter.

## Beschreibung
Der Mauerturm befindet sich in der südöstlichen Ecke der Altstadt von Gronau an einem Flussarm der Leine. Östlich des Turms ist ein Stück der Stadtmauer bis zum Standort der abgegangenen Burg Empne erhalten geblieben. Der Turm hat drei Geschosse und ist aus Bruchsteinen errichtet. Der Grundriss ist mit 4 × 4,5 Meter fast quadratisch. Die Mauerstärke beträgt einen Meter. Das pyramidenförmige Dach ist mit Dachpfannen gedeckt. Der Eingang lag ursprünglich im ersten Obergeschoss. Die heute im Erdgeschoss liegende Eingangstür wurde erst später in das Mauerwerk gebrochen.
Der Turm diente neben seiner ursprünglichen Funktion als Teil der Stadtbefestigung bis ins 19. Jahrhundert als Gefängnis. Diese Nutzung hat ihn möglicherweise vor dem Abriss bewahrt. Der schriftlichen Überlieferung und Bodenfunden zufolge standen an der Stadtmauer noch weitere Wehrtürme.
2011 war zum Schutz vor weiteren Schäden eine Stabilisierung des Turms und der angrenzenden Stadtmauer notwendig geworden. Dabei sollte ein Stahlgerüst die Bodenplatte des Turms verstärken.